# Cosmic Encounter
Cosmic Encounter è un gioco da tavolo di ambientazione fantascientifica progettato da "Future Pastimes" (collettivamente Peter Olotka, Jack Kittredge, Bill Eberle e Bill Norton), pubblicato originariamente dalla Eon Products nel 1977.
Ogni giocatore assume il ruolo di una particolare specie aliena con un potere unico che rompe le regole del gioco nel tentativo di stabilire il controllo dell'universo ed è probabilmente l'archetipo dei giochi che si automodificano. L'edizione del 1992 vinse l'Origins Award per "Best Fantasy or Science Fiction Boardgame" del 1991 e giunse sesta per il Deutscher Spiele Preis. Venne inserito nella Adventure Gaming Hall of Fame della GAMA nel 1997.
Cosmic Encounter è un gioco dinamico e sociale che incoraggia i giocatori a interagire, discutere, stringere alleanze, concludere patti, tradire e occasionalmente lavorare insieme per il bene comune. La maggior parte delle edizioni del gioco sono progettate per un numero di giocatori da tre a sei, sebbene esistano regole ufficiali per giocare in due o fino a otto giocatori.

## Svolgimento del gioco
Cosmic Encounter combina una semplice struttura base con una vasta scelta di complicazioni. Ogni giocatore riceve all'inizio del gioco venti astronavi che piazza sui cinque pianeti del suo "sistema stellare di origine", una mano di sette carte e un potere alieno. Per vincere deve fondare cinque colonie su pianeti al di fuori del proprio sistema di origine (cioè avere astronavi su di essi). Oltre al mazzo di carte da cui i giocatori pescano le loro carte e viene preparato anche il mazzo del destino ("destiny deck") che serve a decidere il pianeta da attaccare.
Il giocatore di turno recupera un'astronave dal Warp, quindi se non ha più carte incontro nella sua mano scarta le carte rimanenti e pesca una nuova mano. Volta una carta dal destiny deck che indica quale sistema attaccare e sceglie da una a quattro navi per attaccare un pianeta di quel sistema. Il proprietario del sistema attaccato è il difensore e si difende con le sue astronavi presenti su quel pianeta, se non possiede più carte incontro scarta le carte rimanenti dalla mano e pesca una nuova mano. Sia l'attaccante e il difensore possono chiedere agli altri giocatori di aiutarli, chi accetta aggiunge da una a quattro delle sue astronavi a quelle dell'attaccante (o a quelle del difensore).
Il giocatore attaccante e il difensore giocano quindi simultaneamente una carta incontro dalla propria mano e quindi le rivelano. Se entrambe sono carte di attacco sommano ognuno il valore della propria carta al numero delle sue astronavi e di quelle dei suoi alleati. Chi realizza il totale più alto vince; in caso di parità vince il difensore. Le navi della fazione perdente vengono messe nel Warp e non possono più essere utilizzate fino a che non vengono recuperate. Se vince l'attaccante le sue astronavi e quelle dei suoi alleati atterrano sul pianeta, se vince il difensore le sue astronavi restano sul pianeta e i suoi alleati, come ricompensa possono recuperare astronavi dal Warp e/o pescare nuove carte in numero totale pari a quello delle astronavi che hanno impegnato in difesa.
Se un giocatore gioca una carta di attacco e l'altro una carta negoziato, chi ha giocato la carta negoziato perde automaticamente e si procede come nel paragrafo precedente, ma come ricompensa per aver tentato di trattare egli pesca dalla mano dell'avversario un numero di carte pari a quello delle astronavi che aveva impegnato. Se entrambi giocano una carta negoziato, tutti gli alleati rientrano nelle proprie basi e i due giocatori hanno un minuto di tempo per concludere una trattativa in cui si possono scambiare carte o concedere una base vicino a una propria base, l'unica condizione è che non possono guadagnare più di una base dalla trattativa e che devono effettivamente scambiarsi almeno una carta o concedere una base. Se non viene conclusa alcuna trattativa, ognuno perde tre astronavi nel warp.
Se il giocatore di turno vince o conclude una trattativa e possiede almeno un'altra carta incontro egli può effettuare un secondo attacco, altrimenti passa il turno.
I poteri alieni dei giocatori distorcono, estendono o rompono le regole in qualche maniera. Per esempio le astronavi dei Macron valgono quattro, invece di uno come gli altri giocatori, gli Zombie non perdono mai astronavi nel Warp, gli Oracle possono vedere la carta giocata dall'avversario prima di scegliere la propria, il Void elimina definitivamente dal gioco le astronavi che sconfigge, il Vampire trasforma le astronavi sconfitte in proprie astronavi, il Cavalry quando è alleato può giocare una carta d'attacco in supporto del giocatore con cui è alleato, i Changeling quando sono l'attaccante o il difensore scambiano il proprio potere con quello dell'avversario, i Laser accecano l'avversario e lo forzano a giocare la carta incontro pescando a caso, ecc.
I poteri sono selezionati casualmente all'inizio del gioco, quindi ogni gioco richiede una strategia differente per vincere. Molti dei poteri interagiscono uno con l'altro in modi complessi che non sono sempre apparenti immediatamente, richiedendo di raggiungere anche un consenso di gruppo per risolvere i conflitti. Comunque se un giocatore ha meno di tre colonie nel proprio sistema originale il suo potere alieno diventa inattivo fino a che non recupera una terza colonia.
Oltre alle carte incontro, la mano è composta dalle carte editto ("edict", chiamate "artifact" nell'edizione della Hasbro e della Fantasy Flight Games), che possono essere giocate in vari momenti del gioco, con effetti come liberare tutte le astronavi dal warp, annullare l'effetto di un'altra carta editto, trasformare le carta d'attacco giocata in una trattativa, ecc.
Vince la partita chi al termine di un turno possiede cinque basi su pianeti esterni. È da notare che è possibile che più giocatori vincano contemporaneamente (per esempio se due giocatori che possiedono quattro basi su sistemi esterni concludono una trattativa e si scambiano una base).

### Regole opzionali
Ulteriori componenti opzionali del gioco possono aggiungere ulteriori livelli di complessità e imprevedibilità. Nessuna edizione comprende tutti questi componenti opzionali, che includono:
- Flare: carte abbinate ai poteri alieni, che permettono di usare una versione limitata del potere che sono abbinate o, se giocate dal giocatore che possiede il potere abbinato, di potenziarlo. Se usate viene inserita nel mazzo il flare di ogni potere in gioco più un certo numero di altri flare a caso. Nell'edizione originale e in quella della Fantasy Flight Games vengono ripresi in mano dopo essere stati usati, nell'edizione Mayfair vengono giocati e scartati.
- Lucre: una forma di denaro che permette un maggior controllo delle risorse (per esempio comprare più carte per la propria mano)
- Moon ("luna"): ulteriori zone su cui installare basi, non contano ai fini della vittoria, ma la loro occupazione permette di accedere ad un'abilità speciali abbinata alla specifica luna. Alcune di queste sono potenti (come mantenere un potere alieno quando normalmente dovrebbe essere perso) mentre altre sono "assurde", come obbligare il proprietario a parlare in rima. Il potere viene rivelato solo quando la luna viene occupata.
- Sistemi planetari speciali: nella maggior parte delle edizioni di Cosmic Encounter sul retro dei sistemi normali sono stampati dei sistemi planetari speciali che cambiano la preparazione iniziale del gioco e le condizioni di vittoria per il proprietario del sistema.
- Tecnologie: una serie carte con potenziamenti e abilità speciali, che inizialmente vengono piazzate coperti sul tavolo. Il proprietario può spostare un'astronave sopra una carta tecnologia all'inizio del suo turno. Quando raggiunge il numero di astronavi richiesto dalla carta tecnologia, questa viene voltata e il suo potere può essere usato. Il loro potere è molto vario si va al "Xenon laser" che costa due astronavi e permette al suo proprietario di cambiare il valore delle carte attacco di un punto all'"Omega missile" che costa otto astronavi e distrugge un pianeta.
- Kicker: carte che possono essere giocate insieme a una carta incontro e ne moltiplicano il valore (se è una carta di attacco) o l'eventuale compensazione ottenuta giocando una carta negoziato. Se un giocatore gioca un kicker, l'avversario può giocarne uno a sua volta se ce l'ha in mano (nell'edizione della Fantasy Flight Games i Kicker sono inseriti in un mazzo speciale da cui si pesca solo come ricompensa per gli alleati difensivi).
- Reinforcement ("rinforzo"): carte che possono essere giocate dopo che le carte di incontro sono state rivelate e che vengono sommate al valore della propria carta di incontro.

Alcuni giocatori hanno creato dei propri poteri e li hanno postati insieme a varie espansioni del gioco su Internet. Le principali varianti includono partite con poteri multipli (nelle quali ogni giocatore ha più di un potere alieno), poteri segreti (che vengono rivelati solo la prima volta che vengono usati). Varianti ufficiali includono regole per aggiungere un settimo o ottavo giocatore,  per giocare con poteri segreti, con più di un potere oppure per giocare a squadre.

## Storia editoriale
Nel 1972 Peter Olotka, Jack Kittredge, Bill Eberle e Bill Norton formarono la cooperativa Future Pastimes per lo sviluppo di giochi da tavolo. Cosmic Encounter fu il primo gioco che svilupparono e nel 1976 riuscirono a licenziarlo alla Parker Brokers per un anticipo di 5.000 dollari. Comunque la Parker Brokers alla fine decise di non pubblicarlo ritenendo che un gioco di fantascienza non avrebbe avuto un mercato. Il gruppo decise di pubblicarlo in proprio, ma mancava dei finanziamenti per poterlo fare, fino all'incontro con Ned Hord a una fiera di fantascienza a Boston, dove stavano dimostrando il gioco. Olotka, Kittredge, Eberle e Hord fondarono la Eon Products.
La prima edizione del gioco, pubblicata nel 1977, Permetteva di giocare fino a quattro giocatori e includeva quindici poteri alieni. Nel corso dei cinque anni successivi la Eon pubblicò nove espansioni, aggiungendo altri sessanta poteri alieni, componenti per un quinto e sesto giocatore e diversi pezzi aggiuntivi, tra cui i Flare, lucre, Moon e sistemi solari speciali. Le immagini di queste prime edizioni includevano opere di Dean Morrissey.
La West End Games acquisì i diritti sui prodotti della Eon Produts nel 1986 e pubblicò una nuova edizione del gioco base, che comprendeva cinque poteri aggiuntivi dai set di espansione 1 e 2. Comunque carte e token (astronavi) erano incompatibili con quelli dell'edizione Eon. Contemporaneamente la Games Workshop pubblicò un'edizione del gioco per il Regno Unito, questa supportava fino a sei giocatori e comprendeva sei giocatori con poteri presi dal set base e dalle prime tre espansioni.
Nel 1991 il gioco venne licenziato alla Mayfair Games. che pubblicò la scatola base Cosmic Encounter (1991), l'espansione More Cosmic Encounter (1992) e una versione ridotta intitolata Simply Cosmic (1995). L'edizione base della Mayfair supportava fino a sei giocatori e comprendeva 54 poteri alieni. Alcuni dei poteri originali furono rivisti e altri aggiunti. Combinando le tre edizioni Mayfair è possibile arrivare fino a dieci giocatori.
Nel 2000 Avalon Hill (ormai diventata una divisione della Hasbro) pubblicò una versione semplificata in una confezione in scatola con pedine in plastica. Questa versione è limitata a 20 poteri e quattro giocatori.
Nel dicembre 2008 la Fantasy Flight Games pubblicò una nuova edizione del gioco che includeva il supporto fino a cinque giocatori, 50 poteri alieni e la nuova opzione della tecnologia, supportandolo negli anni successivi con una supplemento all'anno

## Edizioni
- Eon Products
  - 1977. Cosmic Encounter. Fino a quattro giocatori, 15 poteri alieni.
  - 1977. Cosmic Encounter: Expansion Set #1. Componenti per un quinto giocatore, altri 10 poteri alieni.
  - 1977. Cosmic Encounter: Expansion Set #2. Componenti per un sesto giocatore, altri 10 poteri alieni.
  - 1978. Cosmic Encounter: Expansion Set #3. Quindici nuovi poteri alieni e tre nuovi editti.
  - 1979. Cosmic Encounter: Expansion Set #4. Cinquanta carte flare (per i poteri del regolamento base e delle espansioni 1, 2 e 3), regole per un settimo e ottavo giocatore.
  - 1980. Cosmic Encounter: Expansion Set #5. Aggiunge regole opzionali per le lune, 100 lune comprese nell'espansione.
  - 1980. Cosmic Encounter: Expansion Set #6. Aggiunge regole opzionali per i lucre e 10 nuovi poteri alieni.
  - 1981. Cosmic Encounter: Expansion Set #7. Quattordici nuovi poteri alieni.
  - 1982. Cosmic Encounter: Expansion Set #8. Flare per i poteri alieni delle espansioni 6, 7 e 9, sei nuovi editti, introduzione dei Kicker.
  - 1983. Cosmic Encounter: Expansion Set #9. Aggiunge un nuovo potere alieno, regole per i sistemi solari speciali, carte del destino invertite e regole per usarle.
- West End Games
  - 1987. Cosmic Encounter.
- Mayfair Games
  - 1991. Cosmic Encounter. Componenti per sei giocatori, 48 poteri alieni, comprese le relative carte flare[6]
  - 1992. More Cosmic Encounter. Ulteriori 54 poteri e relativi flare, Moon, lucre, carte del destino speciali.
  - 1995. Simply Cosmic. Versione semplificata introduttiva di Cosmic Encounter, con soli otto poteri.
- Hasbro (Avalon Hill)
  - 2000. Cosmic Encounter. Fino a quattro giocatori, 20 poteri alieni, parte della terminologia del gioco variata e uso di pedine in plastica al posto dei gettoni in cartoncino delle precedenti edizioni.
- Fantasy Flight Games
  - 2008. Cosmic Encounter. Fino a cinque giocatori, 50 poteri alieni e relativi flare e la nuova opzione della tecnologia.
  - 2010. Cosmic Incursion che aggiungeva 20 poteri alieni, navi per un sesto giocatore e un mazzo di "Ricompense" che include tra le altre cose Kickers e Rifts.
  - 2011. Cosmic Conflict. Altri 20 poteri alieni, navi per un settimo giocatore e un mazzo di "Hazard" ("Rischi") che aggiungono condizioni speciali agli incontri.[7]
  - 2012. Cosmic Alliance. Altri 20 poteri alieni, navi per un ottavo giocatore, opzione di gioco in squadre di due giocatori.
  - 2013. Cosmic Storm. Altri 25 poteri alieni, introduzione variante che prevede l'utilizzo delle Space Station[8].
  - 2014. Cosmic Dominion.[9]
  - 2015. Cosmic Eons.

### Traduzioni in altre lingue
- 1983. Contactos Cosmicos. Grow Jogos e Brinquedos. Brasile.
- 1985. König der Sterne. Altenburger und Stralsunder Spielkarten-Fabriken. Germania. Basata sull'edizione Eon.
- 1985. Rencontre Cosmique. Jeux Descartes. Francia. Basata sull'edizione Eon
- 1987. Universums härskare. Alga/Brio. Svezia e Finlandia. Basata sull'edizione Eon.
- 2000. Cosmic Encounter. Avalon Hill/Hasbro.
- 1991. Cosmic Encounter. Hexagames / TST-Enterprises. Germania. Basata sull'edizione Mayfair.
- 2009. Cosmic Encounter. Edge Entertainment. Spagna. Basata sull'edizione Fantasy Flight Games.
- 2009. Rencontre Cosmique. Edge Entertainment. Francia. Basata sull'edizione Fantasy Flight Games.

### Riviste
La Eon Products pubblicò sei numeri della rivista Encounter Magazine curata da Jack Kittredge, dal gennaio/febbraio 1983 al novembre/dicembre 1983. La rivista venne brevemente ripresa dalla Mayfair Games che pubblicò tre numeri a cura di Mike Arms tra il 1991 e il 1992.

### Edizione online
Nel 2003 uno degli autori originali Peter Olotka lanciò, con altri soci, una versione online, Cosmic Encounter Online per giocare su Internet. Alla data del 2012 questa versione ha 35 poteri.

## Influenze
La possibilità di un'esperienza di gioco completamente diversa ad ogni partita fu una delle influenze sul progetto del gioco di carte collezionabile Magic: l'Adunanza, il cui creatore, Richard Garfield, ha spesso citato Cosmic Encounter come una delle influenze sul progetto di Magic, arrivando a dire, "L'antenato che ha avuto la maggior influenza su Magic è un gioco per il quale ho un rispetto senza fine: Cosmic Encounter."
Il gioco ha influenzato anche pesantemente il gioco da tavolo Dune, progettato anch'esso da Future Pastimes, «Rubammo molte cose da Cosmic Encounter quando progettammo Dune; applicammo l'idea di avere questi poteri ben definiti e diversi a Darkover, Dune e Cosmic Encounter.».
Bruno Faidutti ha dichiarato che diversi suoi giochi, tra cui Citadels, mostrano l'influenza di Cosmic Encounter.